# Пересецкий, Вячеслав Борисович
Вячеслав Борисович Пересецкий (21 августа 1946, Махачкала, Дагестанская АССР, РСФСР, СССР — 26 января 2012, Киев, Украина) — советский и украинский криминальный авторитет по прозвищу Фашист, инвалид 1 группы.

## Биография
Родился 21 августа 1946 года в городе Махачкале. В юности поменял место жительства и перебрался на Украину, в Киев. Работал мясником в одном из киевских продуктовых магазинов, подрабатывал «экстрасенсом» и даже создал собственный медицинский кооператив, измерявший биополя доверчивых граждан.

### Криминальная деятельность
В годы юности в 1964 году был приговорен к 2 годам лишения свободы за разбой, а в 1968 году получил три года за кражу.
Свою активную криминальную деятельность начал в середине 1980-х годов. Первые «вылазки» — мелкое хулиганство, грабежи и вымогательство совершал в случайных бандитских компаниях. Затем, в 1989 году, собрал несколько товарищей, которые, в свою очередь, привлекли других граждан со стрижеными затылками и создал организованную преступную группировку. В то время в банду входило около 20 человек. Основным «бизнесом» ОПГ «Фашиста» были рэкет и квартирное воровство. В течение длительного периода «семья Фашиста» поддерживала дружеские отношения с бандами уголовников «Буни» и «Шухмана». По некоторым данным, предводители трех банд совместно продумали и осуществили в 1990—1991 годах план нескольких резонансных и до сих пор не раскрытых заказанных убийств.
После того, как в июне 1992 года погиб во время разборок с враждебными группировками столицы «Буня» и в апреле того же года разбился на собственном автомобиле недалеко от Умани «Шухман», банда «Фашиста» пополнилась людьми из распавшихся дружеских группировок. Теперь она насчитывала около 50 человек и нуждалась в более серьезной организации. «Фашист» разделил «семью» на бригады, а лидерами назначил самых близких друзей: Кошубу, Контуша и Бегуна. Тогда же «Фашист» с целью «отмывания» преступно нажитого создает частные предприятия: «Брок», «Безопасность информации» и ЗАО «Бытагротехника». Директорами и главными бухгалтерами предприятий становятся его доверенные лица.
За период с 1995 по 1997 годы стражам порядка удалось арестовать шесть членов банды «Фашиста», но до самого вожака дотянуться не удавалось. И только в 1997 году против лидера ОПГ возбудили уголовное дело. Согласно материалам суда, Пересецкий с товарищами требовал у директора Киевской птицефабрики Филатовой передачи ему под залог двух админпостроек и предоставления кредита в размере 2,8 миллиона долларов США. Следствие было завершено только весной 2000 года. «Фашист» отправился в тюрьму на 8 лет, а замешанным в преступлении бригадирам его ОПГ было назначено от 4 до 9 лет лишения свободы. Уволен по амнистии, не просидев и 1,5 года.
Умер 26 января 2012 года в Киеве. Похоронен на Берковецком кладбище рядом с сыном Вячеславом (участок № 76).